# 別府修作
別府 修作（べっぷ しゅうさく、1963年8月14日 - ）は、鹿児島県肝属郡田代町（現：錦江町）出身の元プロ野球選手（捕手）。

## 経歴
鹿屋商業高等学校（現在の鹿屋中央高等学校）では3年春の県大会準決勝で鶴丸高に延長サヨナラ負け、夏の県大会も準々決勝で同校にコールド負け。1981年オフにドラフト外で阪急ブレーブスに入団。一軍出場は3試合に終わり、1989年に現役を引退。
引退後も球団に残り、1990年から1996年まではブルペン捕手、1997年から1999年までは一軍バッテリーコーチ補佐、2000年は二軍バッテリーコーチ補佐、2001年は一軍バッテリーコーチ補佐、2002年から2004年までは二軍バッテリーコーチを務めた。2005年から2006年までは再びブルペン捕手を務め、翌2007年は現場復帰し、一軍ブルペンコーチを、2008年は一軍バッテリーコーチを、2009年は二軍ブルペン兼育成コーチを務めた。2010年は、当初は育成担当バッテリーコーチに就任したが、開幕前の3月11日に一軍ブルペンコーチへ配置転換された。その後、2012年まで同職を務め、2013年は一軍ブルペン担当に配置転換され、2016年まで務めた。2017年からは再び一軍ブルペンコーチに就任し、2020年まで務めた後、2021年から2022年まで育成統括コーチを務めた。2023年よりスコアラーを務める。

## 人物
ニックネームは「べっちゃん」、映画『ミラクル・ワールド ブッシュマン』（コイサンマン）のサン人に似ていることから「ブッシュマン」。選手名鑑に記載の「思い出のシーン」には「96年にチームスタッフとして少しでも日本一に貢献した事」を挙げている。

## 詳細情報

### 年度別打撃成績
| 年 度     | 球 団     | 試 合 | 打 席 | 打 数 | 得 点 | 安 打 | 二 塁 打 | 三 塁 打 | 本 塁 打 | 塁 打 | 打 点 | 盗 塁 | 盗 塁 死 | 犠 打 | 犠 飛 | 四 球 | 敬 遠 | 死 球 | 三 振 | 併 殺 打 | 打 率 | 出 塁 率 | 長 打 率 | O P S |
| --------- | --------- | ----- | ----- | ----- | ----- | ----- | -------- | -------- | -------- | ----- | ----- | ----- | -------- | ----- | ----- | ----- | ----- | ----- | ----- | -------- | ----- | -------- | -------- | ----- |
| 1985      | 阪急      | 2     | 0     | 0     | 0     | 0     | 0        | 0        | 0        | 0     | 0     | 0     | 0        | 0     | 0     | 0     | 0     | 0     | 0     | 0        | .---  | .---     | .---     | .---  |
| 1988      | 阪急      | 1     | 1     | 1     | 0     | 0     | 0        | 0        | 0        | 0     | 0     | 0     | 0        | 0     | 0     | 0     | 0     | 0     | 0     | 0        | .000  | .000     | .000     | .000  |
| 通算：2年 | 通算：2年 | 3     | 1     | 1     | 0     | 0     | 0        | 0        | 0        | 0     | 0     | 0     | 0        | 0     | 0     | 0     | 0     | 0     | 0     | 0        | .000  | .000     | .000     | .000  |

### 年度別守備成績
| 1985 | 阪急 | 2 | 0 | 0 | 0 | -    |
| 1988 | 阪急 | 1 | 1 | 1 | 0 | .000 |
| 通算 | 通算 | 3 | 1 | 1 | 0 | .000 |

### 記録
- 初出場：1985年10月10日、対西武ライオンズ24回戦（阪急西宮球場）、8回表に中沢伸二に代わり捕手として出場
- 初打席：1988年8月21日、対近鉄バファローズ19回戦（藤井寺球場）、高柳出己の前に凡退

### 背番号
- 54（1982年 - 1989年）
- 107（1990年 - 1996年）
- 89（1997年 - 2004年）
- 109（2005年 - 2006年）
- 85（2007年 - 2012年）
- 90（2013年 - 2022年）